# キン肉マン マッスルグランプリ
『キン肉マン マッスルグランプリ』は、株式会社アキとバンプレストが共同開発し、バンダイナムコゲームスが発売した3D対戦型格闘ゲームのシリーズである。

## 概要
ゆでたまごの漫画『キン肉マン』およびその続編『キン肉マンII世』を原作としている。2006年の春、黄金期の『週刊少年ジャンプ』作品を高品質でアーケードゲーム化する作品シリーズの一環として登場した。『キン肉マン』のストーリーを追体験したり、対戦モードで好きなキャラクターで闘える。それ以前に3作発売された『キン肉マン ジェネレーションズ』とは違い、純粋な3D格闘アクションになった。また、プロレス団体DRAGON GATEとのタイアップも行われている。
キャラクターによっては2Pカラーとして原作での別の姿が用意されている（ウォーズマン→クロエ、ラーメンマン→モンゴルマンなど）。キャラクター決定時のコールボイスはレニー・ハートが担当。

## シリーズ
キン肉マン マッスルグランプリ（アーケードゲーム）
2006年3月15日より稼動。
キン肉マン マッスルグランプリMAX（PlayStation 2）
2006年7月27日発売。『マッスルグランプリ』の移植作だが、キャラクターの大幅追加などのアレンジが施されている。
キン肉マン マッスルグランプリ2（アーケードゲーム）
2007年6月21日より稼動。『マッスルグランプリ』の続編。
キン肉マン マッスルグランプリ2 特盛（PlayStation 2）
2008年9月25日発売。『マッスルグランプリ2』の移植作。さらに『キン肉マン マッスルタッグマッチ』と『キン肉マン キン肉星王位争奪戦』が同時収録されている。

## 基本操作とシステム
（以下の例はキャラクターが右を向いているときである）
十字キーと、打撃・組み技・必殺技・防御の各ボタンで構成されている。十字キーを右か左に2回押すことによりダッシュ可能。上と下で手前・奥移動となる。
体力ゲージのほかにテンションゲージ（最高9本）が存在し、必殺技を使用する際には一定のテンションゲージを必要とする。

### 特殊操作や防御法
必殺技
十字キー、もしくはニュートラル+必殺技ボタン。テンションゲージを必要とする強力な技。追加コマンドにより連続技を繋いでいける技もある。
超必殺技
特定のコマンド＋打撃＋組み技ボタン（PS2版はキーコンフィグで1つのボタンに割り当てることも可能）。テンションゲージを9本使う強力な技。各キャラクターが2つずつ持っている。またダメージは低いが相手のテンションゲージを0にすることができる技もある。
打撃かわし
相手の打撃に合わせ→＋防御ボタン。
組み弾き
相手の組み技に合わせ←＋防御ボタン。相手の組み技を弾き、テンションゲージを1本減らすことができる。
ハンマースルー
相手が近くにいるとき←＋投げボタン。相手をロープに投げ、自分側に跳ね返らせる。
カウンター投げ技
ハンマースルー後、タイミングを合わせて投げボタン。ハンマースルーで飛んできた相手を投げる。
テンションゲージため
→←＋必殺ボタン。必殺ボタンを押している間その場に立ち止まり、テンションゲージを溜める。
受け身
相手に吹き飛ばされた時、着地寸前に防御。

### クソ力
相手からのダメージを受けて体力が25%以下になり体力ゲージが点滅すると、キャラクターはクソ力を発揮してパワーアップする。操作キャラクター選択時に「クソ力選択」でどのタイプを選ぶか選択できる。PS2版のストーリーモードでは固定されている。
攻撃重視
体力ゲージが青色に点滅。攻撃力が1.4倍になる。
防御重視
体力ゲージが緑色に点滅。防御力が1.3倍になる。
火事場のクソ力
体力ゲージが赤色に点滅。テンションゲージ増加量が1.5倍になる。

### 真・火事場のクソ力
『マッスルグランプリ2』以降では上記のクソ力効果に加え、試合中に打撃・組み・必殺の3ボタンを同時押しすることで、キャラクターがクソ力を発揮してパワーアップする。発動中はテンションゲージを消費し、テンションゲージが尽きると効果終了（ゲージ1本につき約1カウント）。また、テンションゲージがMAXの時に発動すると、通常よりもさらに強力な効果を得ることができる。発動中の効果は3種類あるタイプごとに異なり、操作キャラクター選択時に「クソ力選択」でどのタイプを選ぶか選択可能。なお、効果終了後はタイプに因らず、ラウンド終了までテンションゲージの蓄積速度が半減する。
攻撃重視
ほとんどの通常打撃がキャンセル可能になる。テンションMAX時は一部の打撃がガード不能化。
防御重視
弱よろけ誘発技でよろけず、それ以外の打撃を受けても全て弱よろけにする。また、投げを喰らっても必ず体力がぎりぎり残り、止めを刺されることがない(打撃技を受けたり、投げ技でも元々体力がぎりぎりしかない状況では倒される)。テンションMAX時は中よろけ誘発技でもよろけなくなる。
火事場のクソ力
全ての必殺技がテンションゲージ量を消費せず出し放題になり、さらに必殺打撃がキャンセル可能になる。テンションMAX時は超必殺技も際限なく出し放題になる。

## キン肉マン マッスルグランプリ

### ゲーム内容
（※以下はPlayStation 2版のみの紹介）
アーケード
アーケードと同じようにプレイ。
バーサス
2人用の対戦。
ストーリー
『キン肉マン』ゲームシリーズ初となるストーリーモード。7人の悪魔超人編・黄金のマスク編をフルボイスで完全再現。
選択・試合展開により原作とは異なる展開もある。
トーナメント
様々なトーナメントに参加し、優勝を目指すモード。各トーナメントの参加メンバーは一定のテーマに従って選出されており、特定の大会で優勝すると隠しキャラクターと戦えるシークレットマッチが行われる場合もある。
チャレンジトーナメント
4人で参加するトーナメント。
マッスルトーナメント
8人で参加するトーナメント。
アルティメットトーナメント
16人で参加するトーナメント。

団体戦
5 VS 5（対戦、1P VS CPU、CPU VS 2P、観戦）の団体戦で闘うモード。
サバイバル
1Pで現れる相手を次々と倒していくモード。勝利数によりサバイバルゲージが増加し、その量によって隠しキャラクターが使用できるようになる時がある。
オプション
難易度やコントローラ配置ダメージ設定などの変更ができる。

### 登場キャラクター
名前横はキャッチコピー。下はカラーバリエーション。

#### 『キン肉マン マッスルグランプリ』登場キャラクター
全16名。『マッスルグランプリ2』では3Pカラーや4Pカラーが追加されているキャラクターもいる。
キン肉マン“全日本牛丼愛好会会長”
声 - 神谷明
- 1Pカラー、『マッスルグランプリ2』3Pカラー：赤タイツ&リングシューズ（アニメ標準スタイル）
- 2Pカラー：キン肉族の戦闘スタイル“奇跡の逆転ファイター”
- 『マッスルグランプリ2』1Pカラー“KIN”コスチューム（王位争奪編でのコスチューム）
  - 48の殺人技の1つ「風林火山」は連続入力することで再現され、最後をキン肉バスターに変更することも可能。オナラも通常必殺技・超必殺技として使用可能。

テリーマン“テキサスの荒馬”
声 - 田中秀幸
- 1Pカラー：金髪、青タイツコスチューム（アニメ標準スタイル）
- 2Pカラー：2代目キン肉マングレート“カメハメの意思を継ぐ者”
- 3Pカラー：銀髪、赤タイツコスチューム（原作カラー）
- 4Pカラー：金髪、青タイツ、バッファローマンから借りた腕
  - 威力よりもスピード重視で設定されている。パンチ系の通常打撃はフック気味でリーチは短い。超必殺技の「カーフブランディング」「テキサスクローバーホールド」はいずれもテキサス・コンドルキックからの連続攻撃となっている。「スピニング・トーホールド」は、足払いからの連続入力となっており、原作の対ロビンマスク戦のシーンを再現している。対ザ・魔雲天戦で見せたロープ際の反則攻撃「ダーティーファイト」、滞空時間の長い「全身全霊をかけたブレーンバスター」も使用可能。

ロビンマスク“仮面（ペルソナ）の貴公子”
声 - 郷里大輔
- 1Pカラー：銀色の鎧、肌色の肌（原作カラー）
- 2Pカラー：青い鎧と肌（アニメカラー）
- 3Pカラー：マスク額部と鎧無し（対ジャンクマン戦より）
  - 必殺技は「ロビン・スペシャル」「タワーブリッジ」の他、連続技「ロビンマスク死のコース（ペンデュラム・バックブリーカー〜超人ロケット〜連続串刺し攻撃）」、「逆タワーブリッジ」「ファイヤータービン」「ユニコーンヘッド」「ロープワーク・タワーブリッジ」などが使用可能。

ラーメンマン“男は黙って残酷ラーメン”
声 - 小野健一
- 1Pカラー：白武道着（原作カラー）
- 2Pカラー：モンゴルマン“超人界の救世主（メシア）”
- 3Pカラー：緑武道着（アニメカラー）
- 4Pカラー：救世主（メシア）“超人界の救世主（メシア）”（7人の悪魔超人編でのスウェット姿）
  - 中国拳法の独特の動きで、多彩な連続技を繰り出せる。原作の対ブロッケンマン戦で使用した残虐技、足払い〜つま先立ち〜中国拳法の嵐〜キャメルクラッチは連続入力で再現されている。

ウォーズマン“ファイティング・コンピューター”
声 - 堀秀行
- 1Pカラー：黒と茶色の肌（原作カラー）
- 2Pカラー：クロエ“漆黒の脳細胞”（『キン肉マンII世』より）
- 3Pカラー：黒と灰色の肌（アニメカラー）
  - 「サマーソルトキック」「コルバタ」「ブン投げ」「ストームエルボー」などが使用可能。ベアークロー技は「ベアークロー」「ストレートベアークロー」「スクリュードライバー」、原作の対ペンタゴン戦で使用した「ベアークローフィニッシュ」、対バッファローマン戦での「二刀流スクリュードライバー」の5種。ウォーズマンの必殺技パロ・スペシャルも通常の掛け方に加え、股抜きスライディングからの連続入力、超必殺技として顔面をマットに叩きつける「パロスペシャル ジ・エンド」の3種がある。

ブロッケンJr.“誇り高きゲルマン戦士”
声 - 川津泰彦
- 1Pカラー：緑色の軍服（原作カラー）
- 2Pカラー：紺色の軍服（アニメカラー）
- 3Pカラー：帽子・制服無し（対ザ・ニンジャ戦より）
  - 通常打撃はパンチが無く手刀がメイン。代表技「ベルリンの赤い雨」は通常必殺に加え、超必殺の2連続「ベルリンの赤い雨」、8連続の「連撃ベルリンの赤い雨」がある。「キャメルクラッチ」「見よう見まねの順逆自在の術」も使用可能。「順逆順逆自在の術」はザ・ニンジャやソルジャーと異なり9ゲージを消費する。父ブロッケンマンの技「毒ガス」も必殺技に加えられている。

ウルフマン“超人相撲界の横綱”
声 - 川津泰彦
- 1Pカラー：通用コスチューム
- 2Pカラー：相撲用まわし
  - 原作では使用するシーンの無かった、実在の相撲技を多く使用できる。

バッファローマン“1000万パワーの超人発電所”
声 - 乃村健次
- 1Pカラー：通常状態
- 2Pカラー：サタンに支配されたVer.（対キン肉マン戦より）
- 3Pカラー：脱かつら（対悪魔将軍戦より）
  - パワーファイターらしく通常攻撃の威力が高いものの、動きは鈍重で連続攻撃のバリエーションは他キャラクターよりも極端に少ない。悪魔超人時代の技「悪魔霊術キズ移し」「悪魔殺法デビルシャーク」も使用可能。投げ技は「超人十字架落とし」が必殺技、「バッファローBOMB」「バッファロー雪崩落とし」が通常投げ扱いとなっている。

アシュラマン“魔界の王子（プリンス）”
声 - 郷里大輔
- 1Pカラー：肌色の肌、黄金のマスク編のコスチューム（アニメカラー）
- 2Pカラー：青い肌、夢の超人タッグ編以降のコスチューム（原作カラー）
- 3Pカラー：肌色の肌、奪った腕Ver.
  - 「阿修羅バスター」の他、「阿修羅魚雷」「竜巻地獄」「阿修羅稲綱落とし」などの技がある。超必殺技には「改良阿修羅バスター」「阿修羅∞（無限大）パワー」があり､いずれも竜巻地獄からの連携で繰り出される。

サンシャイン“砂地獄の番人”
声 - 佐藤正治
- 1Pカラー：黄金のマスク編のデザイン
- 2Pカラー：夢の超人タッグ編以降のデザイン“巨大なる砂の壁”

バッファローマン同様のパワーファイター。バージョンごとに使用する超必殺技が異なる。
ザ・ニンジャ“焦熱の日本忍者”
声 - 平田広明
- 1Pカラー：青い忍者着（原作カラー）
- 2Pカラー：紫色の忍者着（アニメカラー）

攻撃力が低いものの、素早さを駆使した猛攻ができる。また飛び道具やカウンターも使用できる。
ペンタゴン“華麗なる四次元殺法の鳥人”
声 - 戸谷公次
- 1Pカラー：体が白
- 2Pカラー：体が黒

ザ･ニンジャ同様のスピーディな攻撃ができ、超必殺技の中には相手を動けなくする「ストップザタイム」があり、一気に相手ライフを減らせる。
キン肉万太郎“最強の遺伝子を継ぐ者”
声 - 小野坂昌也
- 1Pカラー：通常コスチューム
- 2Pカラー：超人オリンピック編決勝戦でのコスチューム

父キン肉マン同様のスタンダードキャラクター。
ケビンマスク“難攻不落の鉄騎兵”
声 - 置鮎龍太郎
- 1Pカラー：マスク・鎧が青
- 2Pカラー：マスク・鎧が黒

平均的能力が高く、使いやすい。
下記の2人は後に追加されたキャラクター。
ベンキマン“全てを水に流す男”
声 - 二又一成
- 1Pカラー：原作デザイン
- 2Pカラー：アニメデザイン（ベンキーマンVer.）

スピードはあるもののその他の性能は最低クラスである。必殺技の中には残りライフに関係なく相手をKOできる「七年殺し」がある。
悪魔将軍“悪魔超人最後の刺客”
声 - 稲田徹
- 1Pカラー：銀色の鎧
- 2Pカラー：ゴールドマン“悪魔に魂を売った闘争の神”（黄金のマスク+ダイヤモンドボディ）

全性能が使用キャラクターの中でも抜きん出て高い。

#### 『キン肉マン マッスルグランプリMAX』登場キャラクター
上記の16人＋17人の全33人。
ジェロニモ“根性なら誰にも負けねぇ”
声 - 大場真人
- 1Pカラー：黄色いタイツ（アニメカラー）
- 2Pカラー：赤いタイツ（原作カラー）

攻撃力が低い。必殺技の中には自分の体力を回復させる「心臓マッサージ」がある。
ステカセキング“1000の体を持つ超人”
声 - 二又一成
- 1Pカラー：原作デザイン
- 2Pカラー：アニメデザイン

超人大全集を再現した必殺技のレパートリーが多い。
ブラックホール“異次元からの刺客”
声 - 郷里大輔
- 1Pカラー：黒と赤のカラー
- 2Pカラー：黒と白のカラー

平均的な性能を持っている。
ザ・魔雲天“超人山脈”
声 - 北川米彦
- 1Pカラー：道着が白
- 2Pカラー：道着が青

動作は遅いものの、攻撃力が高くロープ際で発動できる超必殺技「渾身のマウンテンドロップ」はゲーム中最大の威力を持つ。
ミスターカーメン“勝利を占うエジプトの怪超人”
声 - 田中亮一
- 1Pカラー：金色のコスチューム（原作カラー）
- 2Pカラー：オレンジのコスチューム（アニメカラー）

超必殺技に相手を動けなくさせる「怪光線」や、自分の体力を回復させる「ピラミッドパワー」がある。
アトランティス“水の魔術師”
声 - 岸野一彦
- 1Pカラー：緑色の肌
- 2Pカラー：ネイビーブルーの肌

飛び道具が使用可能。
スプリングマン“伸縮自在のバネ超人”
声 - 田中秀幸
- 1Pカラー：体が銀色
- 2Pカラー：体が金色

トリッキーな攻撃が特徴。
スニゲーター“ワニ地獄の変身（トランスフォーム）マスター”
声 - 二又一成
- 1Pカラー：緑色の肌
- 2Pカラー：茶色の肌

連続入力式の必殺技が豊富。
プラネットマン“太陽系を支配する暗黒の力”
声 - 田中秀幸
- 1Pカラー：青い顔（原作カラー）
- 2Pカラー：緑色の顔（アニメカラー）

トリッキーな攻撃ができる。
ジャンクマン“血の海地獄のクラッシャー”
声 - 岸野一彦
- 1Pカラー：肌色の肌（原作カラー）
- 2Pカラー：紫色の肌（アニメカラー）

必殺技のレパートリーが少ない。
テリー・ザ・キッド“テキサスの暴れ馬”
声 - 森川智之
- 1Pカラー：通常コスチューム
- 2Pカラー：星条旗コスチューム

父テリーマン同様のスピードファイター。
ジェイド“緑の闘い人（グリーン・ケンファー）”
声 - 野島健児
- 1Pカラー：通常コスチューム
- 2Pカラー：ヘルメットなし

ブロッケンJr.と同様の性能を持つ。
スカーフェイス“蒼白き脳細胞”
声 - 乃村健次
- 1Pカラー：通常コスチューム
- 2Pカラー：マフィア姿のオーバーボディ

パワーファイター。
チェック・メイト“不死身の超人”
声 - 遠近孝一
- 1Pカラー：服が赤基調
- 2Pカラー：服が黒基調

平均的な性能を持つ。
イリューヒン“赤き死の飛行機（ママリオート）”
声 - 遠近孝一
- 1Pカラー：赤基調
- 2Pカラー：水色基調

攻撃力が高い。
バリアフリーマン“戦慄のエロ核弾頭”
声 - 島田敏（ジージョマン）、川津泰彦（ニルス）
- 1Pカラー：オムツが白でニルスが原作カラー
- 2Pカラー：オムツが黄色でニルスがアニメカラー

スピードはあるものの攻撃力は低い。
キン肉マンソルジャー“悪を許さぬキン肉王家の長兄”
声 - 千葉繁
- 1Pカラー：迷彩柄が繊細（原作カラー）
- 2Pカラー：迷彩柄が簡素（アニメカラー）

#### その他のキャラクター
『キン肉マン マッスルグランプリMAX』のデモシーンにのみ登場するキャラクター。
- ミート君（声 - 吉田小南美）
- 委員長（声 - 佐藤正治）
- キン肉真弓（声 - 塩屋浩三）
- ビビンバ（声 - 高木早苗）
- 中野さん（ナレーション）（声 - 龍田直樹）
- アナウンサー（声 - 戸谷公次）
- ドクター（声 - 岸野一彦）
- 裁きの神ジャスティス（声 - 小野健一）
- キン肉星兵士（声 - 大場真人）
- シルバーマン（声 - 二又一成）
- 神様（声 - 北川米彦）
- 黄金のマスク（声 - 北川米彦）
- キン肉族先祖（声 - 佐藤正治）
- 銀のマスク（声 - 吉田小南美）
- 超人の子供（声 - 吉田小南美）
- システムボイス（声 - レニー・ハート）

### 主題歌・挿入歌
オープニングテーマ「炎のキン肉マン」
歌：串田アキラ / 作詞：森雪之丞 / 作曲：芹澤廣明 / 編曲：奥慶一
家庭用版では『キン肉マン』初代アニメのオープニングをCGで再現し、敵超人を悪魔超人たちに差し替えている。
エンディングテーマ「キン肉マンGo Fight!」
歌：串田アキラ / 作詞：森雪之丞 / 作曲：芹澤廣明 / 編曲：川上了
挿入歌
「奇跡のマッスル･ドッキング（M33-A）」
作曲、編曲：風戸慎介
「HUSTLE MUSCLE」
歌：河野陽吾 / 作詞：里乃塚玲央 / 作曲、編曲：渡部チェル

### 予約特典
ミート君貯金箱
今までのグッズに無い切り口で立体化。

## キン肉マン マッスルグランプリ2

### ゲーム内容
（※以下はPlayStation 2版のみの紹介）
アーケード
アーケードと同じようにプレイ。
トーナメント
前作とほぼ同一のモード。
コレクション
原作やアニメ通りのシチュエーションを再現して、アニメでのその場面を画像を集める。
プラクティス
技コマンドの閲覧や、連続技の練習ができる。
スペシャル
『キン肉マン マッスルタッグマッチ』と『キン肉マン キン肉星王位争奪戦』がプレイできる。
オプション
難易度やコントローラ配置ダメージ設定などの変更ができる。
前作では存在したバーサスモードが削除されたため、2人対戦するにはアーケードモードから乱入するしかなくなった。

### 登場キャラクター
名前横はカラーバリエーション。

#### 『キン肉マン マッスルグランプリ2』登場キャラクター
上記の33人＋6人の全39人。ネプチューンマンとビッグ・ザ・武道はタイムリリースキャラクター。
キン肉マンスーパー・フェニックス“知性溢れる天才超人”
声 - 池水通洋
- 1Pカラー：顔のラインがピンク（原作カラー）
- 2Pカラー：顔のラインが紫、額の紋章が蝙蝠（アニメでの超人閻魔との結託Ver.）

安定した性能を持つオーソドックスキャラクター。使用キャラクターの中では唯一、超必殺技を3種類持っている。
キン肉マンゼブラ“天使と悪魔が棲む技巧超人”
声 - 掛川裕彦
- 1Pカラー：白と黒のカラー
- 2Pカラー：灰色と黒のカラー“執念と憎悪の残虐ファイター”

使用キャラクターの中でも抜きん出た必殺技の多さを誇る。
キン肉マンマリポーサ“華麗なる飛翔超人”
声 - 佐藤正治
- 1Pカラー：赤いコスチューム（原作カラー）
- 2Pカラー：紫色のコスチューム（アニメカラー）

相手の攻撃を受け流す必殺技「飛翔のテクニック」が使用可能。
キン肉マンビッグボディ“強力巨人”
声 - 平野正人
- 1Pカラー：ピンク色の肌（原作カラー）
- 2Pカラー：赤い肌（アニメカラー）

強力なパワーファイター。今まで謎だった技「メイプル･リーフ･クラッチ」が表現されている。本作最強の超必殺技を持つが体力は最低。
ネプチューンマン“完全無欠の完璧超人”
声 - 岸野一彦
- 1Pカラー：赤いコスチューム（原作カラー）
- 2Pカラー：緑色のコスチューム（アニメカラー）

磁気を使った万能技を多く使う。
ビッグ・ザ・武道“死をも恐れぬ忠実なる兵隊”
声 - 北川米彦
- 1Pカラー：白い鎧（原作カラー）
- 2Pカラー：ネプチューン・キング“完璧超人の首領（ドン）”（アニメカラー）
- 3Pカラー：赤い鎧（アニメカラー）
- 4Pカラー：ネプチューン・キング（原作カラー）

ネプチューンマンと同じ性能を持っているが、スピードが遅い。

### 主題歌・挿入歌
オープニングテーマ「キン肉マンGo Fight!」
歌：串田アキラ / 作詞：森雪之丞 / 作曲：芹澤廣明 / 編曲：川上了
挿入歌
「奇跡のマッスル･ドッキング（M33-A）」
作曲、編曲：風戸慎介
「HUSTLE MUSCLE」
歌：河野陽吾 / 作詞：里乃塚玲央 / 作曲、編曲：渡部チェル
「ズダダン!キン肉マン」
歌：鈴木けんじ

エンディングテーマ
「キン肉マンGo Fight!」→「ズダダン!キン肉マン」→「奇跡のマッスル・ドッキング」→「HUSTLE MUSCLE」の順。